# Phyllonorycter flava
Phyllonorycter flava là một loài bướm đêm thuộc họ Gracillariidae. Nó được tìm thấy ở Tiểu Á.
Chiều dài cánh trước là about 3.9 mm.
The larvae có thể feed on Quercus species. Chúng ăn lá nơi chúng làm tổ.